# Soudobé dějiny (časopis)
Soudobé dějiny jsou odborný recenzovaný časopis, zaměřující se na dějiny Československa a českých zemí ve 20. století v mezinárodním kontextu. Vychází od roku 1993. Vydavatelem Soudobých dějin je Ústav pro soudobé dějiny Akademie věd České republiky.